# Лісько (гміна)
Гміна Лісько (пол. Gmina Lesko) — місько-сільська гміна у східній Польщі. Належить до Ліського повіту Підкарпатського воєводства.
Адміністративний центр — місто Лісько. Станом на 31 грудня 2011 у гміні проживало 11644 особи.

## Історія
Утворена з 1.08.1934 у складі Ліського повіту Львівського воєводства з дотогочасних сільських громад: Безмігова Долішня, Безмігова Горішня, Воля Постолова, Глинне, Гузелі, Лукавиця, Монастирець, Посада Ліська, Постолів, Янківці. Належить до прадавніх українських етнічних земель з часів Київської Русі.
У середині вересня 1939 року німці окупували територію гміни, однак уже 26 вересня 1939 року мусіли відступити, оскільки за пактом Ріббентропа-Молотова вона належала до радянської зони впливу. За кілька місяців територія ввійшла до Ліськівського району Дрогобицької області. Наприкінці червня 1941, з початком Радянсько-німецької війни, територія знову була окупована німцями. В липні 1944 року радянські війська знову оволоділи цією територією. В березні 1945 року територія віддана Польщі. Основна маса місцевого українського населення була насильно переселена в СРСР в 1944-1946 р., решта під час операції «Вісла» в 1947 р. депортована на понімецькі землі.

## Площа
Згідно з даними за 2007 рік площа гміни становила 111.58 км², у тому числі:
- орні землі: 40,00%
- ліси: 46,00%

Таким чином, площа гміни становить 13,37% площі повіту.

## Населення
Станом на 31 грудня 2011:
| Опис     | Загалом | Загалом | Чоловіки | Чоловіки | Жінки | Жінки |
| -------- | ------- | ------- | -------- | -------- | ----- | ----- |
| одиниця  | осіб    | %       | осіб     | %        | осіб  | %     |
| все      | 11644   | 100     | 5682     | 48.80    | 5962  | 51.20 |
| міське   | 5758    | 100     | 2735     | 47.50    | 3023  | 52.50 |
| сільське | 5886    | 100     | 2947     | 50.07    | 2939  | 49.93 |

## Солтиства
- Бахлява
- Безмігова Горішня
- Безмігова Долішня
- Веремінь
- Воля Постолова
- Глинне
- Гічва
- Гузелі
- Дзюрдзів
- Лукавиця
- Монастирець
- Постолів
- Середнє Село
- Янківці

## Релігія
До виселення українців у 1945 році в СРСР та депортації в 1947 році в рамках акції Вісла у селах гміни були греко-католицькі церкви парафій Перемиської єпархії:

### Ліського деканату
- парафія Лісько: Лісько, Веремінь, Янківці, Посада Ліська, Глинне, Гузелі
- парафія Монастирець: Монастирець, Безмігова, Лукавиця
- парафія Постолів: Постолів, Воля Постолова

### Балигородського деканату
- парафія Гочів: Гочів, Дзюрдзів, Бахлява
- парафія Береска: Середнє Село

## Сусідні гміни
Гміна Лісько межує з такими гмінами: Балигород, Вільшаниця, Загір'я, Солина, Тирява-Волоська.